# Kościół świętych Piotra i Pawła w Kudowie-Zdroju
Kościół świętych Piotra i Pawła – rzymskokatolicki kościół filialny należący do parafii św. Bartłomieja w Kudowie-Zdroju. Znajduje się w dzielnicy Brzozowie.

## Historia
Jest to świątynia wzniesiona w stylu barokowym w 1717 roku, następnie została przebudowana w 2 połowie XIX wieku i odrestaurowana w 1913 roku. Świątynia jest otoczona murem razem z bramą-dzwonnicą o dwóch kondygnacjach.
Przy ścianie bramy-dzwonnicy znajduje się pomnik poległych w I wojnie światowej.
Przy kościele znajduje się częściowo zachowany cmentarz.

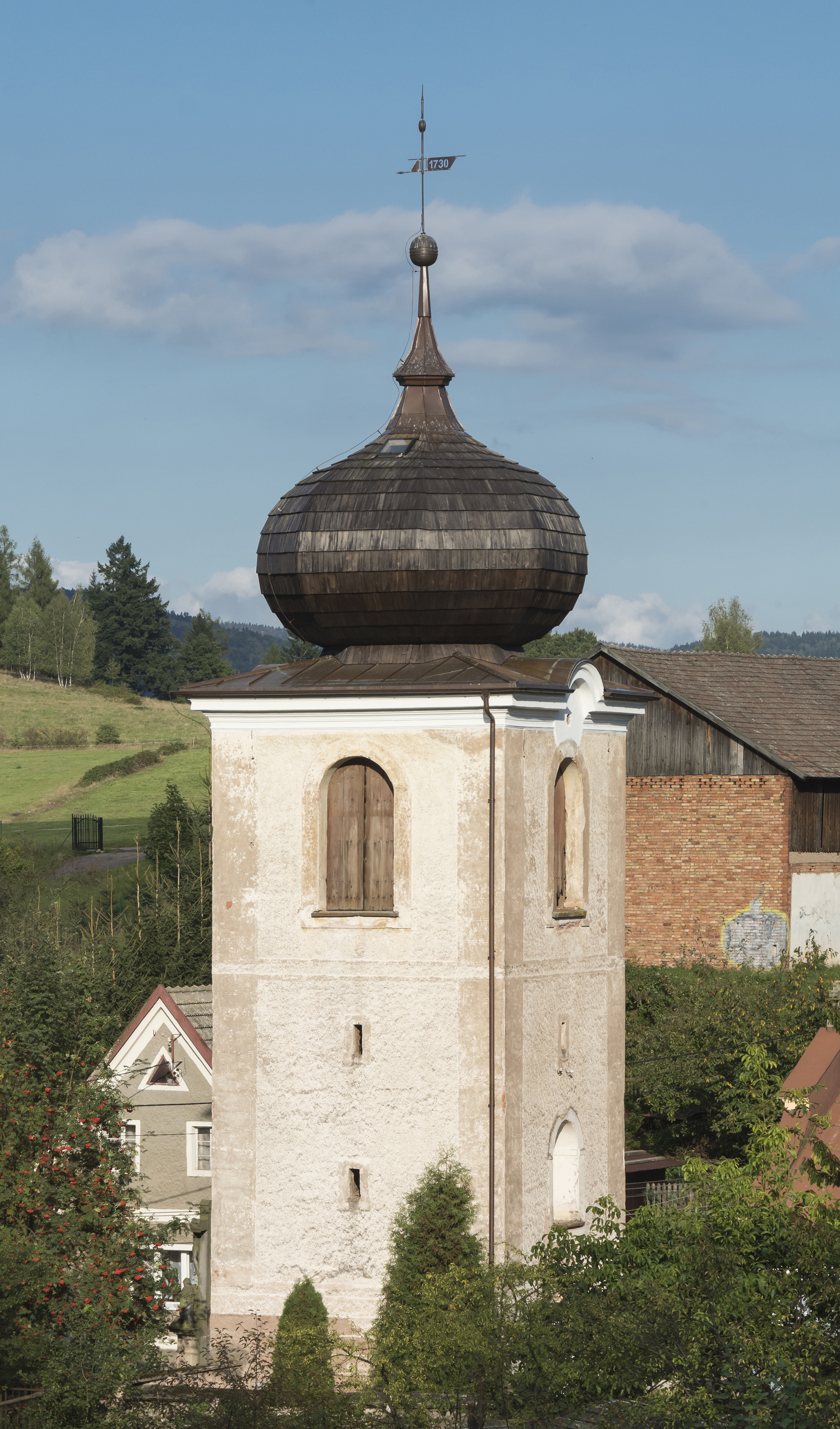
Dzwonnica